# Lídia de Tiatira
Lídia, inscrita na lista dos santos católicos pelo cardeal César Barónio em 1607. Ela e os familiares da sua casa estavam entre os primeiros na Europa a aceitar o cristianismo, por volta de 50 d.C., em resultado da actividade do apóstolo Paulo em Filipos.

## Dados biográficos
Lídia morava em Filipos, a principal cidade da Macedónia, mas seria originária de Tiatira ou pelo menos teria morado lá anteriormente. Tiatira era uma cidade que ficava na região chamada Lídia, na parte ocidental da Ásia Menor. Por esta razão, alguns crêem que Lídia não seria o nome desta mulher mas simplesmente uma alcunha ou apelido que os filipenses lhe teriam atribuído. Ou seja, esta mulher seria chamada "a lídia", assim como a mulher com quem Jesus Cristo falou em Sicar podia ser chamada de "a mulher samaritana", por viver em Samaria. Independentemente disso, o termo "Lídia" veio a tornar-se um prenome feminino da onomástica da língua portuguesa.
Tiatira era bem conhecida pela sua indústria de tingimento e é provável que Lídia tivesse aprendido ali as habilidades que vieram a tornar-se a sua profissão. A existência de fabricantes de corante tanto em Tiatira como em Filipos é comprovada por inscrições descobertas por arqueólogos. É possível que Lídia se tivesse mudado por causa do trabalho, quer para cuidar do seu próprio negócio, quer como representante de uma firma de tintureiros tiatirenos. Mais tarde, já em Filipos, Lídia vendia púrpura tíria, quer o corante, quer o vestuário e tecidos tingidos com ele. Parece que era ela quem dirigia a sua casa, o que pode ter incluído escravos ou servos, e, portanto, possivelmente era viúva ou solteira.
O corante púrpura era extraído de várias fontes. O mais caro era de certos tipos de moluscos marinhos. Segundo Marcial, poeta romano do século I, um manto da mais fina púrpura de Tiro, outro centro fabricante dessa substância, chegava a custar 10.000 sestércios, ou 2.500 denários, o equivalente ao salário de 2.500 dias de um trabalhador. É óbvio que essas roupas eram artigos de luxo ao alcance de poucos. Vê-se que Lídia devia viver bem em sentido financeiro. O facto é que ela tinha condições de receber o apóstolo Paulo e seus companheiros, Lucas, Silas, Timóteo e talvez outros.

## Torna-se cristã

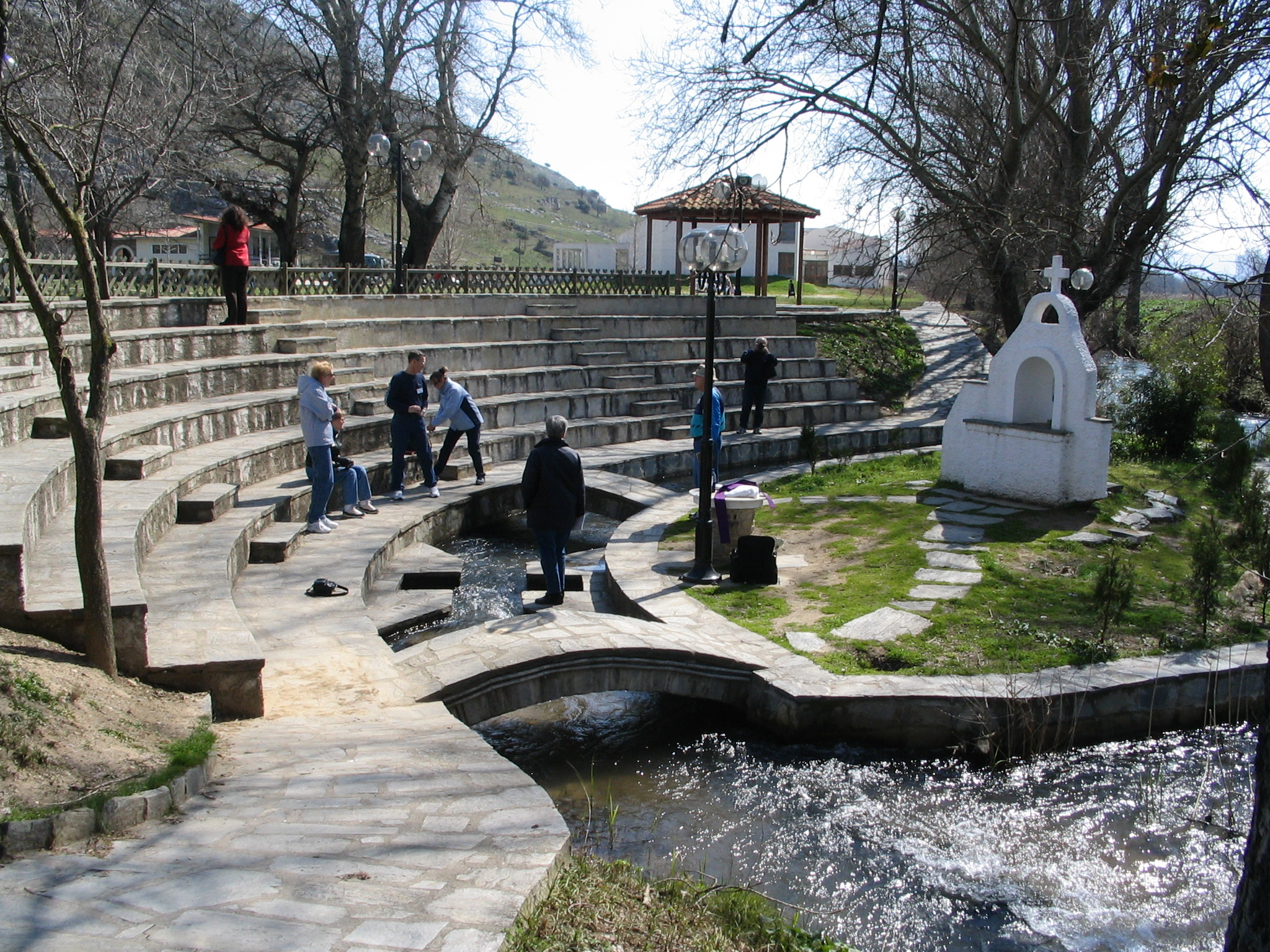
Uma capela moderna ao ar livre sobre o que é dito ser o local onde Lídia foi batizada

Lídia é descrita como "adoradora de Deus", o que indica que poderia ser uma gentia convertida ao judaísmo.
Tudo indica que esta mulher não era materialista, embora tivesse uma boa fonte de rendimento, visto que reservava tempo para as actividades religiosas no sábado, tendo ainda de enfrentar crescentes sentimentos de anti-semitismo.
A vida em Filipos não devia ser fácil para os judeus e para os prosélitos do judaísmo, visto que, pouco antes da visita de Paulo, o Imperador Cláudio havia banido os judeus de Roma. Talvez houvesse poucos judeus e nenhuma sinagoga em Filipos, de modo que, no sábado, ela e outras mulheres devotas se reuniam junto a um rio fora da cidade. Há quem afirme, porém, que a lei romana proibia aos judeus a prática de sua religião nos "limites sagrados" de Filipos. Portanto, depois de passar "alguns dias" lá, os missionários encontraram, no sábado, o tal lugar junto a um rio, fora da cidade, onde "pensaram haver um lugar de oração". (Atos 16:12–13) Pelo visto era o rio Gangites. Lá os missionários encontraram só mulheres, uma das quais era Lídia. Quando o apóstolo Paulo pregou a estas mulheres, Lídia escutou com atenção acerca de Jesus.
Depois de ser batizada, junto com os da sua casa, ela mostrou a sua hospitalidade ao suplicar a Paulo e aos seus companheiros que ficassem no seu lar. O escritor dos Actos dos Apóstolos, companheiro de viagem de Paulo, acrescenta: "Ela simplesmente nos fez ir." (Atos 16:11–15).
A Bíblia não especifica quem eram os membros da família de Lídia, que podia ser solteira ou viúva, já que não se fala do marido. A sua família talvez fosse composta de parentes, mas esse termo podia referir-se também a escravos ou servos. De qualquer forma, Lídia foi pronta a transmitir às pessoas que moravam com ela a sua nova fé e as coisas que havia aprendido.
Mais tarde, depois de Paulo e Silas terem sido soltos da prisão, eles foram novamente ao lar de Lídia. Encorajaram ali os irmãos e então partiram de Filipos (Atos 16:36–40). Pode ser que os crentes na recém-formada congregação ou igreja filipense usassem a casa de Lídia como local para reuniões. É lógico imaginar que sua casa tenha continuado a ser um centro de actividades cristãs na cidade.